# Bathyphantes alboventris
Bathyphantes alboventris là một loài nhện trong họ Linyphiidae.
Loài này thuộc chi Bathyphantes. Bathyphantes alboventris được Richard C. Banks miêu tả năm 1892.